# HD 66428
HD 66428 ist ein 179,4 Lichtjahre von der Erde entfernter Gelber Zwerg mit einer Rektaszension von 08h 03m 28s und einer Deklination von −01° 09' 45". Er besitzt eine scheinbare Helligkeit von 8,25 mag. Im Jahre 2006 entdeckte Paul Butler einen extrasolaren Planeten, der diesen Stern umkreist.

## Exoplanet
HD 66428 b umkreist den Zentralstern ungefähr alle 2000 Tage. Seine Entdeckung erfolgte mittels der Radialgeschwindigkeitsmethode und wurde 2006 publiziert. Die Mindestmasse des Objekts wird auf 2,8 Jupitermassen geschätzt, die große Halbachse seiner Bahn auf etwas mehr als 3 Astronomische Einheiten.